# Los Padres National Forest
Koordinaten: 34° 40′ 0″ N, 119° 45′ 4″ W

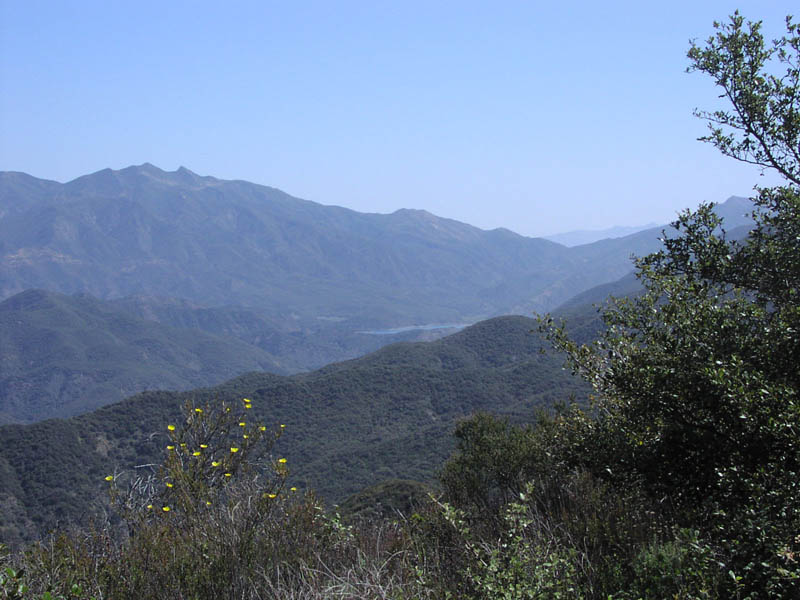
In der Mitte das Jameson Reservoir. Rechts die Santa Ynez Mountains, links das Hinterland von Los Padres und der Old Man Mountain.

Der Los Padres National Forest ist ein National Forest in Kalifornien (IUCN-Kategorie VI). Wie alle National Forests der USA dient er der Verwaltung und forstwirtschaftlichen Nutzung von Wäldern in Bundesbesitz.

## Geographie
Los Padres umfasst mehr als 7000 Quadratkilometer in zwei getrennten Gebieten im (bis 2697 Meter hohen) Kalifornischen Küstengebirge zwischen Ventura und Monterey. Der nördliche Teil liegt im Monterey County und schließt den Küstenstreifen Big Sur ein. Der größer südliche Teil liegt in den Counties San Luis Obispo, Santa Barbara, Ventura und Kern und einem kleinen Teil im Los Angeles County am Pyramid Lake.
Das Waldgebiet wurde im Dezember 1936 ausgewiesen und wird vom United States Forest Service verwaltet.

### Wilderness Areas
Der Los Padres National Forest beinhaltet zehn Wilderness Areas und damit Gebiete der strengsten Naturschutz-Klasse in den USA:
- Ventana Wilderness, 971 km2
- Silver Peak Wilderness, 128 km2
- Santa Lucia Wilderness, 83 km2
- Machesna Wilderness, 80 km2
- Garcia Wilderness, 57 km2
- San Rafael Wilderness, 787 km2
- Dick Smith Wilderness, 262 km2
- Sespe Wilderness, 889 km2
- Matilija, 120 km2
- Chumash Wilderness, 154 km2

Diese Gebiete umfassen knapp 50 % der gesamten Fläche des Los Padres National Forest.

## Geschichte
Bis 1936 hieß der National Forest „Santa Barbara“, wurde dann umbenannt, weil er in etlichen anderen Counties lag als nur Santa Barbara. Da in dem Gebiet im 18. und 19. Jahrhundert viele spanische Missionen lagen, wurde der Name „Los Padres“ (spanisch Die Pater) gewählt.